# George Townshend, 2. Marquess Townshend

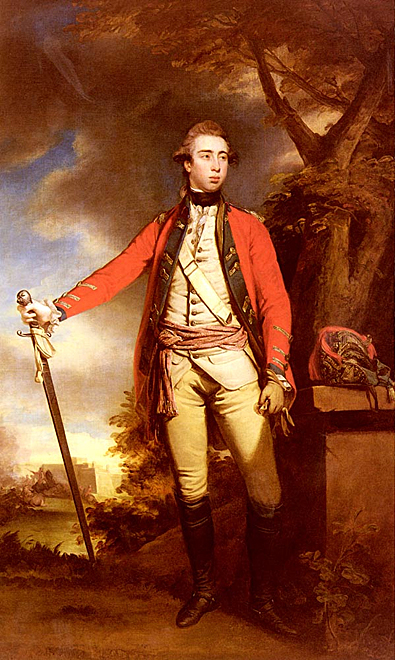
George Townshend, Lord Ferrers of Chartley, gemalt von Joshua Reynolds

George Townshend, 2. Marquess Townshend, PC, FRS (* 18. April 1755; † 27. Juli 1811) war ein britischer Adliger und Politiker.

## Familie und Ausbildung
Er war der älteste Sohn von George Townshend, 1. Marquess Townshend und dessen erster Ehefrau, Charlotte Townshend, 15. Baroness Ferrers of Chartley. Er war der ältere Bruder von Lord John Townshend und Lord Charles Townshend. George Townshend beerbte er seine Mutter bei deren Tod im Jahre 1770 als 17. Baron Ferrers of Chartley und 8. Baron Compton.
Townshend studierte am Eton College sowie am St John’s College der Universität Cambridge. Einige Jahre lang diente er in einem Dragonerregiment der British Army und durchlief die Dienstgrade Cornet und Lieutenant bis er 1774 zum Captains aufstieg.

## Politische Karriere
Nachdem er die Volljährigkeit erreicht hatte, wurde er erstmals 1774 per Writ of Summons ins House of Lords einberufen. Im März 1782 wurde er zum Captain des Honourable Corps of Pensioners ernannt, ein Posten, den er bis Mai 1783 und nochmals von 1783 bis 1797 innehatte. Im April 1782 wurde er zum Privy Council zugelassen und diente zudem als ein Mitglied des Handelskomitees von 1784 bis 1786. Am 18. Mai 1784 wurde er von König Georg III. zum Earl of Leicester erhoben. Er selbst hatte die Namensgebung des Titels gewählt, weil er mütterlicherseits ein Ur-Ur-Ur-Enkel von Lady Lucy Sidney war, einer Tochter von Robert Sidney, 2. Earl of Leicester, dessen Titel 1743 erloschen war.
Unter William Pitt und Henry Addington war George Townshend von 1790 bis 1794 Master of the Mint, ein hohes Amt in der Royal Mint, der Münzprägeanstalt des Vereinigten Königreichs, von 1794 bis 1799 war er Postmaster General und von 1799 bis 1802 Lord Steward of the Household. 1807 erbte er von seinem Vater den Titel Marquess Townshend.
Neben seinen politischen Aufgaben war Townshend sehr interessiert an Archäologie und war Präsident der Society of Antiquaries of London. Er war auch Fellow der Royal Society sowie im Vorstand des British Museum.

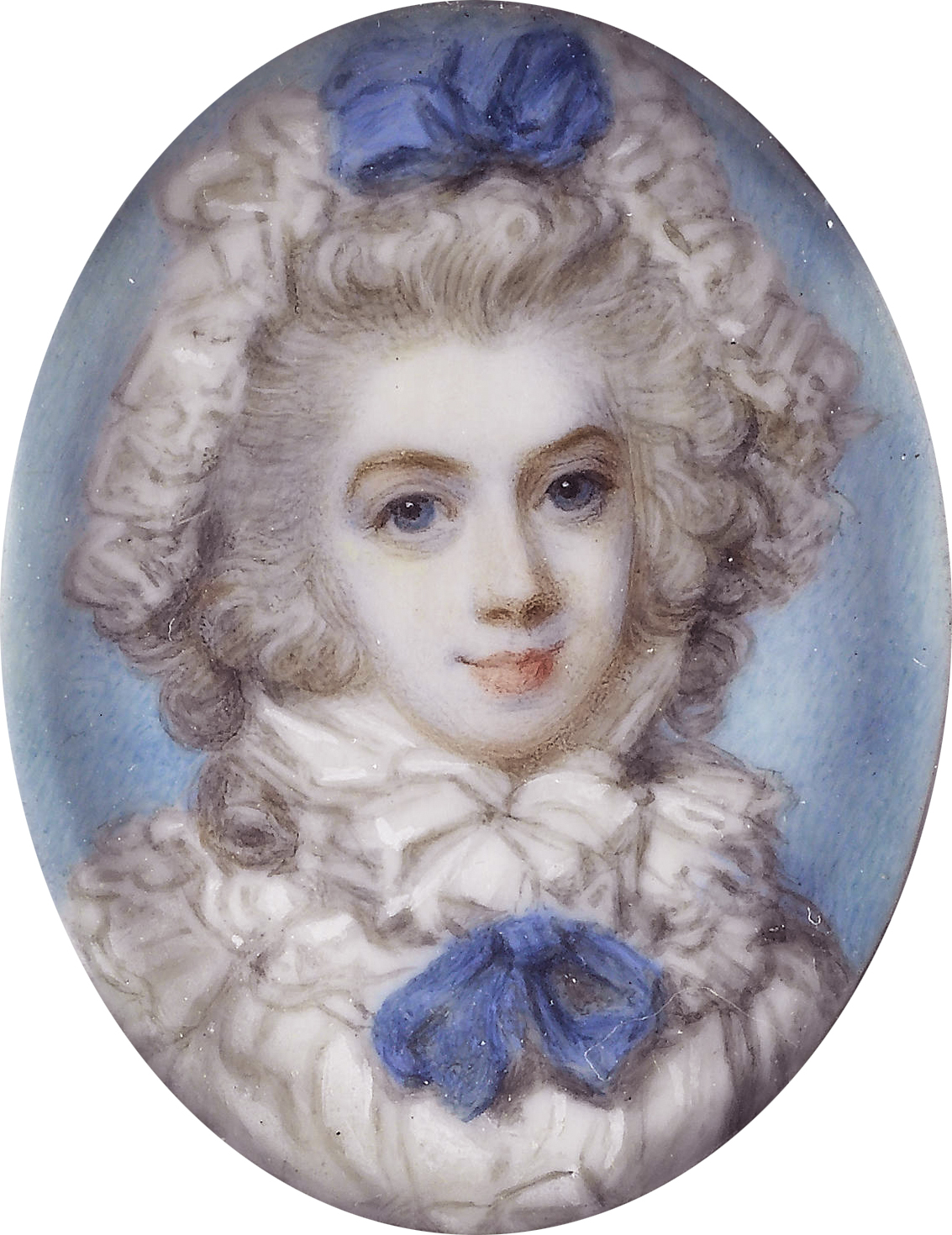
Charlotte, die Ehefrau von George Townshend, (gemalt von Richard Cosway)

## Familie
1777 heiratete er Charlotte Mainwaring-Ellerker (1755–1802), Tochter des Eaton Mainwaring-Ellerker, Gutsherr von Risby Park in Yorkshire. Das Ehepaar hatte zwei Söhne, George und Charles, die beide kinderlos starben, und drei Töchter. Charlotte Townshend starb 1802, ihr Mann neun Jahre später. Sein Sohn George Townshend erbte die Titel seines Vaters, obwohl er zuvor von diesem enterbt worden war. Bei dessen Tod 1855 erlosch der Titel Earl of Leicester, das Marquessate ging an seinen Cousin John Townshend, 4. Marquess Townshend.